# Parkview
Parkview is een gemeentevrije plaats in de Canadese provincie Newfoundland en Labrador. Het bevindt zich op New World Island, een groot eiland voor de noordkust van Newfoundland.
Het wordt voor statistische redenen beschouwd als deel van de designated place Virgin Arm-Carter's Cove. Parkview maakt echter geen deel uit van het gelijknamige local service district, waardoor het bijgevolg geen enkele vorm van lokaal bestuur heeft.

## Geografie
Parkview ligt aan de centrale zuidkust van New World Island. Het bevindt zich aan een afslag van provinciale route 340 op slechts een kilometer ten oosten van het dorp Virgin Arm. Het wordt daarom soms als gehucht van dat dorp beschouwd.
De plaats ligt aan de oevers van Dildo Run, een vrij groot en met eilanden bezaaid gedeelte van Notre Dame Bay dat vrijwel volledig ingesloten wordt tussen New World Island en nog twee andere grote eilanden. Het gehucht grenst in het noordoosten aan het Provinciaal Park Dildo Run en kijkt via het water ook over dat park uit, wat de naam Parkview verklaart.

## Fusieplannen
In 2013 liet de provinciale overheid een haalbaarheidsonderzoek voeren naar de eventuele creatie van een fusiegemeente bestaande uit Parkview, het local service district Virgin Arm-Carter's Cove en de gemeenten Summerford en Cottlesville. De fusie vond echter nooit plaats en Parkview bleef gewoon als gehucht zonder lokaal bestuur voortbestaan.